# 素一
素一（すっぴん）は、大阪府出身の女性フォークデュオである。2000年結成。2001年日本テレビの「嗚呼!バラ色の珍生!!」のオーディションを勝ち抜き、高校卒業後バップよりCDデビュー。坊主頭がトレードマークで話題になったが、2003年活動停止。

## メンバー
- 中川恵里（なかがわ えり・1982年4月17日 - ）ボーカル･ギター
- 古賀恵（こが めぐみ1983年3月17日 - ）ボーカル･ギター

## ディスコグラフィー

### シングル
- 礎～いしずえ～（2001年7月21日）
  1. 礎～いしずえ～（「伊東家の食卓」「ぐるぐるナインティナイン」「ロンブー龍」エンディングテーマ）
  2. まだまだ
  3. うどんといえば…
  4. きずな
- どんまいどんまい（2001年11月21日）
  1. どんまいどんまい（河島英五のカバー）
  2. ハードル
  3. 応援歌
- 白い月（2002年7月24日） - 所ジョージプロデュース。
  1. 白い月（「ぐるぐるナインティナイン」エンディングテーマ）
  2. 治療
  3. ガンバレ

### その他
- 所ジョージ「本物」（2002年3月1日）
「頭が咲いた」にコーラス参加